# 大手合
大手合（おおてあい）は、囲碁の棋士の昇段を審査するために、日本棋院などの組織で行われた対局制度。1924年（大正13年）の日本棋院設立時、それまでの個人間の成績に基づいて決定されていた昇段を合理的なものに改めるものとして開始された。当初の名称は「定式手合」で、1927年（昭和2年）の東西制移行時から大手合となった。1950年に日本棋院から独立した関西棋院でも同制度が採用された。途中幾度かの改革を経て80年間続けられたが、日本棋院では2003年、関西棋院では2004年に廃止された。
棋士の成績を客観的に評価するために、段位差がある場合の手合割に基づく点数制を採用したこと、およびコミ無し碁であったところに特徴がある。その後、東西対抗形式や、最高位決定戦の実施なども行われた。開始当時は棋士にとってもっとも重要な公式対局であったが、本因坊戦創設以後は棋戦の数も増え、制度自体が時代の流れに合わなくなったことを受け、棋戦制度の改革とともに新たな昇段制度に移行した。

## 制度と経緯

### 創設時
棋士の昇段は、江戸時代の段位制度導入から日本棋院設立前までは、個人間の成績と手合割に基づき、家元や師匠の判断によって認定されていたが、棋士の数が増えてくると対戦相手によって成績の片寄りがある場合の調整が難しくなって来ていたことを、点数制にして、互先から2子までの各手合割毎に勝敗に対する白番黒番毎の点数を定めて客観的な基準とした。また棋士の手合割は従来二段差1子とされていたのを、三段差1子と改めた。これは本因坊秀哉の懐刀と呼ばれた村島誼紀（当時村島義勝二段）の考案による。この方式による手合を毎月2局ずつ行うこととして、また所属棋士の義務とされ、1924年9月から開始された。
これにより、従来の打込み制による手合割は解消され、段位より優位な手合割に進んでいた棋士は不満を抱くことになり、後の棋正社分離にも微妙な影響を与えた。
村島は1927年に、さらにこの方式の不合理部分を解決する四段差1子の手合割方式を提案し「棋道」誌2月号に発表したが、この方式は採用されなかった。

### 東西対抗と甲乙組制
1927年から朝日新聞が大手合のスポンサーとなって棋譜を新聞紙面に掲載するとともに、春秋二期制（前期・後期）とすること、五段以上と四段以下の成績優秀者による甲組と、四段以下の乙組に分けること、大相撲に倣った東西対抗形式として団体戦成績と個人成績による賞金を出す、という形となった。賞金金額は団体戦甲組優勝が500円、個人甲組1位が1000円で、東西の勝った方には優勝旗が渡され、個人優勝者は棋院内に優勝額が飾られた。この東西対抗戦は瀬越憲作、鈴木為次郎両七段を東西主将として、大いに人気を博し、「昭和の御城碁」とも称された。
ところが1928年秋の大手合の瀬越憲作・高橋重行戦で万年劫を巡る終局ルール問題が持ち上がり（万年劫事件）、東西対抗意識によって問題は拡大され、党派意識の弊害が指摘されて、1929年からは東西対抗制は廃止された。
また大手合の成績上位8名によるトーナメント、大手合優勝者決戦を開始。1939年秋期からは甲組・乙組を、五段以上と四段以下の手合も可能とした第一部・第二部とし、また五段以上の棋士は昇段に従来の70点でなく65点でよいという便法昇段制度を導入、これまで2週間で行っていたのを半年間とするなどの制度変更がなされた。
日本棋院関西支部（関西総本部の前身）や東海本部（中部総本部の前身）ではこれとは独立した大手合を行っていたが、主な棋士は東京の大手合にも上京して参加していた。また関西、東海においての昇段が東京本院では認められない場合があるなどでの不満が、後の関西棋院独立につながることになる。

### 戦中戦後
戦時中にも多くの棋士が召集された中で大手合は続けられたが、東京大空襲の際に溜池にあった日本棋院会館が焼失したことにより1945年は中止された。1946年には東京神田の料亭「御座敷本郷」を借りて春期から再開された。この時には40名を越える棋士達が、疎開先各地から上京して参加した。同年秋期は牛込の河田町会館。1947年春期は上野の「東華亭」で行われたが、この亭主との軋轢があり、途中から世田谷の安田邸で行われた。これが契機で日本棋院の新会館再建が急がれ、同年秋期は会館の資金調達活動のために中止となった。
1947年には津島寿一日本棋院総裁の提案により昇段制度を改め、それまでは各期毎に獲得した点数によって昇段可否が判定されていたが、期をまたいでの点数によっても昇段できるようになった。またこの年の春期手合中に、前田陳爾七段、坂田栄男ら8棋士が制度に不満を唱えて日本棋院を脱退し、「囲碁新社」を結成すると言う事件も起きた。囲碁新社は毎月1回の大手合を開催するなどの活動をしたが、1949年に全員が日本棋院に復帰した。

### 最高位決定戦
1949年6月に藤沢庫之助が大手合による初の九段昇段を果たし、唯一の九段位となった。本因坊秀哉死後名人位が空白となっていた日本棋院では、同年10月に名人規定にて、九段の者が大手合で所定の成績を収めるなどの条件を明文化し、従来は九段位は即名人位を意味していたのを、名人位を段位から分離した。翌1950年2月には、日本棋院の大手合には参加していなかったが十番碁などで抜群の成績を挙げていた呉清源を九段に推挙し、2人の九段が史上初めて存在する事態となった。
1950年には日本棋院と関西棋院の東西交流大手合を実施、4-6月まで10回戦が行われ、東軍30勝12敗2ジゴとなった。1950年後期より、九〜七段の第一部、六〜四段の第二部、三〜初段の第三部の三部制となる。東京、関西、中部間の対局では、上段者の所属地で対局することも不文律となった。1951年からは年1期制となる。
1952年にスポンサーである朝日新聞から、将棋の順位戦の仕組みを大手合に取り入れた名人戦制度が提案され、日本棋院の棋士による投票では1票差で賛成が上回ったものの、木谷実らの強固な反対があったことや、根回し不足による関西棋院の不参加表明などにより、この提案は撤回され、高川格ら賛成派であった理事が辞職することとなる。
この順位戦制の代わりとして1953年から最高位戦が開始される。これは大手合の上にAクラスリーグ（最高位リーグ）を置き、その優勝者を最高位とする棋戦制度。まず1953年に4名の八段による白黒2局ずつのリーグ戦と、七段による大手合により順位を決定。この11位までで1954年にリーグ戦を行いメンバーを入れ替え、1955年に9名による第1期最高位戦リーグが行われた。第1期は坂田栄男九段と杉内雅男八段が6勝2敗で同率となり、前年度順位で坂田が第1期最高位となった。第2期以降からはリーグ優勝者が前期最高位と五番勝負を行なった。ただこの棋戦には関西棋院は参加しておらず、最高位戦は日本棋院内のものだった。
この間、1954年度リーグで坂田栄男が、呉清源、藤沢庫之助、橋本宇太郎に次ぐ九段に昇段。木谷實は1954年から病気のため休場していたが1956年第2期から復帰し、九段昇段、続いて最高位挑戦者となり、坂田からタイトルを奪う。最高位戦は挑戦手合もコミ無しで行われたが、五番勝負最終局だけは先番コミ4目半で行われ、第3期の木谷-島村戦第5局が大手合初のコミ碁となった。1959年には日本棋院に復帰した藤沢庫之助（朋斎）が参加、またリーグ戦中に杉内雅男が九段昇段した。1960年には高川格、宮下秀洋、島村利博が九段昇段し、九段量産の時代となる。最高位決定戦は1961年第6期まで行われ、読売新聞で名人戦が創設されたことをきっかけに朝日新聞がスポンサーを下りて終了する。翌年からは大手合は昇段のためのみの制度に戻り、八〜五段までの第一部と、四〜初段までの第二部の構成となって、これ以上昇段のない九段は出場義務がなくなった。

### 制度の終焉
大手合制度は、九段の不参加や点数制度の弊害の結果、昇段がたやすくなり、段位のインフレ現象が顕著となった。結果として、九段の棋士が段位の中で最も人数が多くなり、棋士全体の2割を超えるという異常な状態をもたらした。また賞金が付かないため、若手棋士の中には賞金付き棋戦のみ出場して大手合には出ない者も現れるなど、時代に合わない点が現れるようになった。1990年代には酒井猛による順位戦導入の改革案なども出された。
2003年1月20日、日本棋院は大手合制度の廃止を発表。同年4月から
(1)タイトル獲得
(2)一般棋戦の勝ち星数
(3)賞金ランキング
を3本柱とする新昇段制度に移行した。この方式は、元々昇段制度が厳しかった日本将棋連盟が囲碁界並に昇段機会を増やすために1973年に導入した制度を参考にしたものでもある（それまで将棋の九段は大山康晴・升田幸三・塚田正夫の名人経験者三人だけだった。将棋の段級も参照）。関西棋院も2004年10月をもって大手合を廃止、2005年1月には日本棋院とほぼ同様の新昇段制度に移行している。
その後、2006年に「新大手合」というべきランキング戦の案が発表された。
(A)プロ・アマで段位を統合し、八段と九段（＝プロ）について1位から4位にランキングする
(B)段位は従来どおりながら、九段について1位から4位にランキングする
という二つの案だったが、その後さしたる動きには至っていない。
なお、韓国棋院では大手合に相当する昇段大会が行われていたが、2003年に廃止され、一般棋戦の成績に基づく昇段制度に変更された。

## 成績（日本棋院）

### 大手合
| 1927年前期 | 前田陳爾三段                | 加藤三七一二段           |                |              |
| 1927年後期 | 瀬越憲作七段                | 川田清子初段             |                |              |
| 1928年前期 | 篠原正美四段                | 関山利一三段             |                |              |
| 1928年後期 | 林有太郎五段                | 関山利一三段             |                |              |
| 1929年前期 | 木谷實四段                  | 小野寺新三段             |                |              |
| 1929年後期 | 橋本宇太郎四段              | 川田清子初段             |                |              |
| 1930年前期 | 井上一郎三段                | 苅部栄三郎初段           |                |              |
| 1930年後期 | 呉清源三段                  | 伊藤清子二段             |                |              |
| 1931年前期 | 長谷川章四段                | 中川新三段               |                |              |
| 1931年後期 | 呉清源四段                  | 田中不二男初段           |                |              |
| 1932年前期 | 呉清源四段                  | 染谷一雄二段             |                |              |
| 1932年後期 | 高橋重行三段                | 田中不二男初段           |                |              |
| 1933年前期 | 前田陳爾五段                | 宮下秀洋二段             |                |              |
| 1933年後期 | 呉清源五段                  | 藤沢庫之助初段           |                |              |
| 1934年前期 | 関山利一四段                | 田中不二男二段           |                |              |
| 1934年後期 | 関山利一五段                | 藤沢庫之助二段           |                |              |
| 1935年前期 | 呉清源六段                  | 苅部栄三郎二段           |                |              |
| 1935年後期 | 岩本薫六段                  | 小島春一四段             |                |              |
| 1936年前期 | 林有太郎六段                | 宮下秀洋四段             |                |              |
| 1936年後期 | 島村利博四段                | 坪内政寛初段             |                |              |
| 1937年前期 | 藤沢庫之助四段              | 鈴木五良初段             |                |              |
| 1937年後期 | 前田陳爾六段                | 坂田栄男三段             |                |              |
| 1938年前期 | 関山利一五段                | 坂田栄男三段             |                |              |
| 1938年後期 | 関山利一五段                | 杉内雅男初段             |                |              |
| 1939年前期 | 藤沢庫之助五段              | 高川格四段               |                |              |
| 1939年後期 | 橋本宇太郎六段              | 瀬尾寿初段               |                |              |
| 年次       | 第一部優勝                  | 第二部優勝               |                |              |
| 1940年前期 | 高川格五段                  | 宮下秀洋四段             |                |              |
| 1940年後期 | 藤沢庫之助五段              | 三輪芳郎二段             |                |              |
| 1941年前期 | 坂田栄男五段                | 伊予本桃市二段           |                |              |
| 1941年後期 | 長谷川章五段                | 藤沢保初段               |                |              |
| 1942年前期 | 呉清源七段                  | 桑原宗久初段             |                |              |
| 1942年後期 | 小野田千代太郎七段          | 松本篤二初段             |                |              |
| 1943年前期 | 小野田千代太郎七段          | 伊予本桃一三段           |                |              |
| 1943年後期 | 関山利一七段                | 鈴木圭三二段             |                |              |
| 1944年前期 | 梶原武雄五段                | 本田寿子初段             |                |              |
| 1944年後期 | （不明）                    |                          |                |              |
| 1945年前期 | （中断）                    |                          |                |              |
| 1945年後期 | （中断）                    |                          |                |              |
| 1946年前期 | 橋本宇太郎七段              | 中岡二郎初段             |                |              |
| 1946年後期 | 宮下秀洋五段                | 榊原章二二段             |                |              |
| 1947年前期 | 藤沢庫之助八段              | 杉内雅男四段             |                |              |
| 1947年後期 | （会館建設のため中止）      |                          |                |              |
| 1948年前期 | 梶原武雄五段                | 本田寿子二段             |                |              |
| 1948年後期 | 杉内雅男五段                | 大窪幸雄三段             |                |              |
| 1949年前期 | 藤沢庫之助九段              | 本田寿子三段             |                |              |
| 1949年後期 | 宮下秀洋六段                | 山部俊郎四段             |                |              |
| 1950年前期 | 木谷實八段                  | 大窪幸雄五段             |                |              |
| 年次       | 第一部優勝                  | 第二部優勝               | 第三部優勝     |              |
| 1950年後期 | 島村俊宏七段                | 篠原正美六段             | 星野紀二段     |              |
| 1951年     | 坂田栄男七段                | 山部俊郎六段             | 森川正男三段   |              |
| 1952年     | 宮下秀洋八段                | 加納嘉徳五段             | 横山孝一二三段 |              |
| 年次       | 八段戦優勝                  | 七段戦優勝               | 第二部優勝     | 第三部優勝   |
| 1953年     | 坂田栄男八段                | 高川格七段               | 伊予本桃一五段 | 影山利郎四段 |
| 年次       | 七八段戦優勝                | 第二部優勝               | 第三部優勝     |              |
| 1954年     | 坂田栄男九段                | 梶原武雄七段             | 横山孝一三段   |              |
| 年次       | 最高位                      | 第一部優勝               | 第二部優勝     |              |
| 1955年     | 坂田栄男九段                | 加納嘉徳六段             | 大枝雄介三段   |              |
| 1956年     | 木谷實九段                  | 榊原章二五段             | 加藤弘博四段   |              |
| 1957年     | 木谷實九段                  | 細川千仞七段             | 佐藤馨三段     |              |
| 1958年     | 坂田栄男九段                | 鈴木五良六段             | 谷宮悌二三段   |              |
| 1959年     | 藤沢秀行八段                | 中岡二郎五段             | 石毛嘉久夫五段 |              |
| 1960年     | 坂田栄男九段                | 高橋重行六段             | 北村洋司三段   |              |
| 年次       | 第一部優勝                  | 第二部優勝               |                |              |
| 1961年     | 桑原宗久六段                | 佐藤馨四段               |                |              |
| 1962年     | 林海峰七段                  | 土田正光二段             |                |              |
| 1963年     | 岩田達明八段                | 下平昭夫二段             |                |              |
| 1964年     | 加納嘉徳七段                | 羽根泰正四段             |                |              |
| 1965年     | 大竹英雄七段                | 福井正明四段             |                |              |
| 1966年     | 林海峰八段                  | 松岡輝夫五段             |                |              |
| 1967年     | 早瀬弘五段                  | 加藤正夫四段             |                |              |
| 1968年     | 石田芳夫五段                | 武宮正樹四段             |                |              |
| 1969年     | 石田芳夫六段                | 野口仁三段               |                |              |
| 1970年     | 加藤正夫六段                | 趙治勲四段               |                |              |
| 1971年     | 加藤正夫七段                | 趙治勲五段               |                |              |
| 1972年     | 石田章五段                  | 川村匤迪五段             |                |              |
| 1973年     | 武宮正樹七段                | 岩田一三段               |                |              |
| 1974年     | 石榑郁郎八段                | 野口仁五段               |                |              |
| 1975年     | 淡路修三六段                | 関根直久五段             |                |              |
| 1976年     | 武宮正樹八段                | 園田泰隆二段             |                |              |
| 1977年     | 時本壱七段                  | 橋本雄二郎五段           |                |              |
| 1978年     | 小林光一八段                | 小松藤夫二段             |                |              |
| 1979年     | 趙治勲八段                  | 鳴沢泰彦三段             |                |              |
| 1980年     | 淡路修三八段                | 依田紀基二段             |                |              |
| 1981年     | 三輪芳郎七段                | 王銘琬五段               |                |              |
| 1982年     | 王立誠七段                  | 小松藤夫五段             |                |              |
| 1983年     | 杉内寿子八段                | 小県真樹五段             |                |              |
| 1984年     | 桑田泰明八段                | マイケル・レドモンド三段 |                |              |
| 1985年     | 後藤俊午六段                | 植木善大二段             |                |              |
| 1986年     | 小林覚八段                  | 小長井克四段             |                |              |
| 1987年     | 石倉昇六段                  | 趙善津四段               |                |              |
| 1988年     | 久島国夫八段                | 鄭銘琦四段               |                |              |
| 1989年     | 中野寛也五段                | 山田規三生初段           |                |              |
| 1990年     | 日高敏之六段                | 有村比呂司二段           |                |              |
| 1991年     | 小県真樹七段                | 杉本明初段               |                |              |
| 1992年     | 泉谷英雄五段                | 鈴木伊佐男四段           |                |              |
| 1993年     | 中野寛也七段 山田規三生六段 | 加藤朋子三段             |                |              |
| 1994年     | 今村善彰七段 森田道博七段   | 黒滝正樹三段             |                |              |
| 1995年     | 山田規三生七段              | 久保秀夫二段             |                |              |
| 1996年     | 山田規三生七段              | 矢中克典五段             |                |              |
| 1997年     | 羽根直樹八段                | 河野臨三段               |                |              |
| 1998年     | 溝上知親六段                | 下島陽平五四段           |                |              |
| 1999年     | 今村善彰八段                | 光永淳三二段             |                |              |
| 2000年     | 酒井真樹七段                | 張豊猷四段               |                |              |
| 2001年     | 遠藤悦史六段                | 高野英樹五段             |                |              |
| 2002年     | 高野英樹六段                | 望月研一三段             |                |              |

### 大手合優勝者決戦トーナメント優勝者
1. 1931年 春期 呉清源 2-0 長谷川章
2. 1931年 秋期 呉清源 1-0 加藤信
3. 1932年 春期 呉清源 2-0 岩本薫
4. 1932年 秋期 呉清源 3-0 (リーグ戦)
5. 1933年 春期 ???
6. 1933年 秋期 呉清源 1-0 木谷実
7. 1934年 春期 呉清源 2-1 篠原正美
8. 1934年 秋期 ???
9. 1935年 春期 ???
10. 1935年 秋期 ???
11. 1936年 春期 橋本宇太郎
12. 1936年 秋期 橋本宇太郎
13. 1937年 春期 ???
14. 1937年 秋期 ???
15. 1938年 春期 ???
16. 1938年 秋期 橋本宇太郎

### 最高位決定戦優勝者と挑戦手合
- 1953年リーグ戦順位
  - 八段戦 1.坂田栄男 2.岩本薫 3.木谷實 4.宮下秀洋（途中八段昇段した島村利博が5位）
  - 七段戦 6.高川格 7.前田陳爾 8.炭野恒広 9.藤沢秀行 10.長谷川章 11.杉内雅男（下位 篠原正男、光原伊太郎、林有太郎、細川千仭）
- 1954年Aクラスリーグ

1.坂田栄男八段 2.島村利博八段 3.杉内雅男八段 4.高川格七段 5.宮下秀洋八段 6.岩本薫 7.前田陳爾七段 8.長谷川章七段 9.炭野恒広七段 10.藤沢秀行七段（8位以下が陥落。梶原武雄、篠原正美が最高位リーグ入り）
- 第1期 1955年 坂田栄男 リーグ戦6-2 （×宮下、○篠原、○前田、○岩本、○高川、○島村、×杉内、○梶原）（同率2位 杉内雅男、3位 前田 4-3-1）
- 第2期 1957年 木谷実 3-1 坂田栄男
- 第3期 1958年 木谷実 3-2 島村利博
- 第4期 1959年 坂田栄男 3-2 木谷実
- 第5期 1960年 藤沢秀行 3-1 坂田栄男
- 第6期 1961年 坂田栄男 2-1-1ジゴ 藤沢秀行